# (74068) 1998 MJ4
1998 أم جاي 4 (ويعرف أيضًا باسم (74068) 1998 أم جاي 4 وفق تسمية الكوكب الصغير) (بالإنجليزية: 1998 MJ4)‏ هو كويكب ضمن حزام الكويكبات؛ وترتيبه 74068 من حيث الاكتشاف.
اكتُشف هذا الجُرم الفلكي بواسطة Paul G. Comba ‏ في 22 يونيو 1998.

## وصلات خارجية
- (74068) 1998 MJ4 في قاعدة بيانات مختبر الدفع النفاث لأجرام النظام الشمسي الصغيرة

- الاكتشاف · مخطط المدار ·  العناصر المدارية · المعلمات المادية

- (74068) 1998 MJ4 على موقع ويكي سكاي: DSS2, SDSS, GALEX, IRAS, Hydrogen α, X-Ray, Astrophoto, Sky Map, Articles and images